# Sylvia Honegger
Sylvia Honegger (* 25. April 1968 in Wald) ist eine ehemalige Schweizer Skilangläuferin. Sie nahm an drei Olympischen Winterspielen und sechs nordischen Skiweltmeisterschaften teil und wurde 24-mal Schweizer Meisterin, darunter 20 Einzeltitel.

## Werdegang
Honegger, die für den SC am Bachtel startete, trat erstmals in der Saison 1985/86 in Erscheinung. Dabei errang sie in Splügen den zweiten Platz über 10 km und siegte in Schwarzenbühl über 10 km. Zudem wurde sie bei den Schweizer Meisterschaften 1986 in Trun Neunte über 5 km und belegte bei den Nordischen Junioren-Skiweltmeisterschaften 1986 in Lake Placid den 23. Platz über 15 km und den fünften Rang mit der Staffel. Im folgenden Jahr errang sie bei den Schweizer Meisterschaften in Blonay den achten Platz über 5 km klassisch und bei den Nordischen Junioren-Skiweltmeisterschaften in Asiago den 22. Platz über 5 km und den neunten Rang mit der Staffel. Bei den Schweizer Meisterschaften 1988 in Sparenmoos holte sie Silber mit der Staffel. In der Saison 1988/89 gewann sie bei den Schweizer Meisterschaften 1989 Bronze über 10 km klassisch und Silber über 20 km Freistil und wurde daraufhin für die nordischen Skiweltmeisterschaften 1989 in Lahti nominiert. Dort belegte sie den 46. Platz über 10 km klassisch, den 32. Rang über 10 km Freistil und zusammen mit Myrtha Fässler, Marianne Irniger und Evi Kratzer den siebten Platz in der Staffel. Im März 1989 wurde sie Dritte beim Engadin Skimarathon. Nach Platz eins über 10 km klassisch in Pontresina zu Beginn der Saison 1989/90 holte sie mit Platz 14 über 10 km Freistil im Val di Fiemme ihre ersten Weltcuppunkte. Ende März 1990 gewann sie bei den Schweizer Meisterschaften über 30 km Freistil ihren ersten Meistertitel. Zudem gewann sie Bronze über 15 km klassisch und Silber in der Kombination. Im folgenden Jahr wurde sie bei den Schweizer Meisterschaften 1991 in Kandersteg Dritte in der Staffel und Erste über 15 km klassisch und belegte bei den nordischen Skiweltmeisterschaften 1991 im Val di Fiemme den 38. Platz über 5 km klassisch, den 35. Rang über 10 km Freistil, den 32. Platz über 15 km klassisch und den zehnten Platz in der Staffel. In der Saison 1991/92 kam sie im Weltcup viermal in die Punkteränge und erreichte damit den 32. Platz im Gesamtweltcup. Im Januar 1992 holte sie bei den Schweizer Meisterschaften jeweils Gold über 5 km klassisch, in der Verfolgung und über 15 km klassisch. Ihre besten Platzierungen beim Saisonhöhepunkt, den Olympischen Winterspielen 1992 in Albertville, waren der 13. Platz in der Verfolgung und zusammen mit Brigitte Albrecht, Natascia Leonardi und Elvira Knecht der neunte Rang in der Staffel.
In der folgenden Saison kam Honegger auf den 21. Platz im Gesamtweltcup. Dabei erreichte sie in Cogne mit dem zehnten Platz über 10 km Freistil ihre erste Top-Zehn-Platzierung im Weltcupeinzel. Bei den Schweizer Meisterschaften 1993 gewann sie alle vier Einzeltitel sowie mit der Staffel die Goldmedaille. Ihre besten Platzierungen bei den nordischen Skiweltmeisterschaften 1993 in Falun waren der 11. Platz über 15 km klassisch und der siebte Rang zusammen mit Silke Schwager, Barbara Mettler und Brigitte Albrecht in der Staffel. Im März 1993 triumphierte sie erstmals beim Engadin Skimarathon. Auch in der Saison 1993/94 konnte sie bei den Schweizer Meisterschaften alle Einzeltitel sowie mit der Staffel gewinnen. Im Weltcup kam sie 11-mal in die Punkteränge und errang damit den 23. Platz im Gesamtweltcup. Ihre besten Ergebnisse bei den Olympischen Winterspielen 1994 in Lillehammer waren der 11. Platz in der Verfolgung und der fünfte Rang zusammen mit Silke Schwager, Barbara Mettler und Brigitte Albrecht in der Staffel. Im März 1994 siegte sie erneut beim Engadin Skimarathon, diesmal in Rekordzeit von einer Stunde, 22 Minuten und acht Sekunden. Zu Beginn der Saison 1994/95 erreichte sie in Kiruna mit dem fünften Platz über 5 km klassisch ihre beste Einzelplatzierung im Weltcup. Im weiteren Saisonverlauf folgten zehn Ergebnisse in den Punkterängen, womit sie am Saisonende mit dem 15. Platz im Gesamtweltcup ihr bestes Gesamtergebnis erreichte. Bei den Schweizer Meisterschaften 1995 gewann sie viermal Gold und einmal Bronze. Beim Saisonhöhepunkt, den nordischen Skiweltmeisterschaften 1995 in Thunder Bay, lief sie auf den 21. Platz über 15 km klassisch, auf den 19. Rang über 30 km Freistil und zusammen mit Andrea Huber, Brigitte Albrecht und Nadja Scaruffi auf den siebten Platz in der Staffel. In der Saison 1995/96 erreichte sie mit 12 Ergebnissen in den Punkterängen den 19. Platz im Gesamtweltcup. Bei den Schweizer Meisterschaften 1996 in Klosters holte sie jeweils Silber hinter Brigitte Albrecht über 5 km klassisch und in der Verfolgung und jeweils Gold über 15 km Freistil, über 30 km klassisch und mit der Staffel.
In der folgenden Saison errang Honegger den 26. Platz im Gesamtweltcup und holte bei den Schweizer Meisterschaften 1997 Bronze über 5 km klassisch und jeweils Silber in der Verfolgung und mit der Staffel. Ihre besten Resultate bei den nordischen Skiweltmeisterschaften 1997 in Trondheim waren der 13. Platz in der Verfolgung und der achte Rang zusammen mit Andrea Huber, Natascia Leonardi und Brigitte Albrecht in der Staffel. In der Saison 1997/98 lief sie sechsmal in die Punkteränge und errang damit den 31. Platz im Gesamtweltcup. Bei den Schweizer Meisterschaften 1998 in Biel gewann sie Bronze über 15 km klassisch und jeweils Silber über 5 km klassisch, in der Verfolgung und über 30 km Freistil. Beim Saisonhöhepunkt, den Olympischen Winterspielen 1998 in Nagano, belegte sie jeweils den 22. Platz über 15 km klassisch und in der Verfolgung, den 14. Rang über 5 km klassisch und den vierten Platz zusammen mit Andrea Huber, Brigitte Albrecht und Natascia Leonardi in der Staffel. Im März 1998 holte sie in Falun zusammen mit Brigitte Albrecht im Teamsprint ihren einzigen Weltcupsieg. In ihrer letzten aktiven Saison 1998/99 wurde sie nochmals Schweizer Meisterin über 5 km klassisch und 15 km klassisch. In der Verfolgung, über 30 km Freistil und mit der Staffel errang sie den zweiten Platz. Bei den nordischen Skiweltmeisterschaften 1999 in Ramsau am Dachstein lief sie auf den 30. Platz über 5 km klassisch, auf den 23. Rang in der Verfolgung und zusammen mit Andrea Huber, Natascia Leonardi und Brigitte Albrecht auf den fünften Platz in der Staffel. Im März 1999 errang sie in Vantaa zusammen mit Brigitte Albrecht den dritten Platz im Teamsprint und absolvierte in Oslo ihre letzten Weltcuprennen, die sie auf dem 33. Platz über 30 km klassisch und auf dem siebten Rang in der Staffel beendete. Nach ihrer Karriere eröffnete sie eine Skilanglaufschule.
Honegger ist mit dem ehemaligen Skilangläufer Jeremias Wigger verheiratet. Ihre Tochter Siri Wigger ist ebenfalls als Skilangläuferin aktiv.

## Erfolge

### Teilnahmen an Weltmeisterschaften und Olympischen Winterspielen

#### Olympische Winterspiele
- 1992 Albertville: 9. Platz Staffel, 13. Platz 10 km Verfolgung Freistil, 15. Platz 5 km klassisch, 16. Platz 15 km klassisch, 19. Platz 30 km Freistil
- 1994 Lillehammer: 5. Platz Staffel, 11. Platz 10 km Verfolgung Freistil, 19. Platz 30 km klassisch, 20. Platz 5 km klassisch, 21. Platz 15 km Freistil
- 1998 Nagano: 4. Platz Staffel, 14. Platz 5 km klassisch, 22. Platz 15 km klassisch, 22. Platz 10 km Verfolgung Freistil

#### Nordische Skiweltmeisterschaften
- 1989 Lahti: 7. Platz Staffel, 32. Platz 10 km Freistil, 46. Platz 10 km klassisch
- 1991 Val di Fiemme: 10. Platz Staffel, 32. Platz 15 km klassisch, 35. Platz 10 km Freistil, 38. Platz 5 km klassisch
- 1993 Falun: 7. Platz Staffel, 11. Platz 15 km klassisch, 17. Platz 10 km Verfolgung Freistil, 25. Platz 5 km klassisch, 30. Platz 30 km Freistil
- 1995 Thunder Bay: 7. Platz Staffel, 19. Platz 30 km Freistil, 21. Platz 15 km klassisch
- 1997 Trondheim: 8. Platz Staffel, 13. Platz 10 km Verfolgung Freistil, 17. Platz 30 km klassisch, 29. Platz 5 km klassisch
- 1999 Ramsau am Dachstein: 5. Platz Staffel, 23. Platz 10 km Verfolgung Freistil, 30. Platz 5 km klassisch

### Medaillen bei nationalen Meisterschaften
- 1988: Silber mit der Staffel
- 1989: Silber über 20 km Freistil, Bronze über 10 km klassisch
- 1990: Gold über 30 km Freistil, Silber in der Kombination, Bronze über 15 km klassisch, Bronze mit der Staffel
- 1991: Gold über 15 km klassisch, Bronze mit der Staffel
- 1992: Gold über 5 km klassisch, Gold in der Verfolgung, Gold über 15 km klassisch
- 1993: Gold über 5 km klassisch, Gold in der Verfolgung, Gold über 15 km klassisch, Gold über 30 km Freistil, Gold mit der Staffel
- 1994: Gold über 5 km klassisch, Gold in der Verfolgung, Gold über 15 km klassisch, Gold über 30 km Freistil, Gold mit der Staffel
- 1995: Gold über 5 km klassisch, Gold über 15 km klassisch, Gold über 30 km Freistil, Gold mit der Staffel, Bronze in der Verfolgung
- 1996: Gold über 15 km Freistil, Gold über 30 km klassisch, Gold mit der Staffel, Silber über 5 km klassisch, Silber in der Verfolgung
- 1997: Silber in der Verfolgung, Silber mit der Staffel, Bronze über 5 km klassisch
- 1998: Silber über 5 km klassisch, Silber in der Verfolgung, Silber über 30 km Freistil, Bronze über 15 km klassisch
- 1999: Gold über 5 km klassisch, Gold über 15 km klassisch, Silber in der Verfolgung, Silber über 30 km Freistil, Silber mit der Staffel

### Weltcup-Gesamtplatzierungen
| Saison  | Gesamt | Gesamt | Langdistanz | Langdistanz | Sprint | Sprint |
| Saison  | Punkte | Platz  | Punkte      | Platz       | Punkte | Platz  |
| ------- | ------ | ------ | ----------- | ----------- | ------ | ------ |
| 1989/90 | 2      | 33.    | -           | -           | -      | -      |
| 1990/91 | -      | -      | -           | -           | -      | -      |
| 1991/92 | 8      | 32.    | -           | -           | -      | -      |
| 1992/93 | 141    | 21.    | -           | -           | -      | -      |
| 1993/94 | 112    | 23.    | -           | -           | -      | -      |
| 1994/95 | 200    | 15.    | -           | -           | -      | -      |
| 1995/96 | 159    | 19.    | -           | -           | -      | -      |
| 1996/97 | 98     | 26.    | -           | -           | 64     | 56.    |
| 1997/98 | 72     | 31.    | -           | -           | 72     | 22.    |
| 1998/99 | 69     | 30.    | 4           | 56.         | 56     | 33.    |